# Querolofodòntids
Els querolofodòntids (Choerolophodontidae) són una família extinta de mamífers proboscidis que tingueren una àmplia distribució al Vell Món durant el Miocè. Se n'han trobat restes fòssils a Bulgària, Egipte, Grècia, l'Iraq, Itàlia, Kenya, el Pakistan, Romania, Tunísia, Turquia, Ucraïna i la Xina. Són el tàxon germà d'un clade format pels amebelodòntids, els gomfotèrids, els estegodòntids i els elefàntids. Les espècies d'aquest grup tenien les dents de tipus bunodont i trilofodont.